# Saint-Germain-sur-Ay
Saint-Germain-sur-Ay ist eine französische Gemeinde mit 920 Einwohnern (Stand 1. Januar 2022) im Département Manche in der Region Normandie. Sie gehört zum Arrondissement Coutances und zum Kanton Créances.

## Lage
Saint-Germain-sur-Ay liegt auf der Halbinsel Cotentin am Mündungstrichter des Ay und grenzt im Süden und im Westen an den Ärmelkanal. Nachbargemeinden sind Bretteville-sur-Ay im Nordwesten, La Haye im Norden, Angoville-sur-Ay im Nordosten und Lessay im Südosten.

## Bevölkerungsentwicklung
| Jahr      | 1962 | 1968 | 1975 | 1982 | 1990 | 1999 | 2008 | 2018 |
| --------- | ---- | ---- | ---- | ---- | ---- | ---- | ---- | ---- |
| Einwohner | 534  | 511  | 500  | 575  | 638  | 797  | 881  | 905  |

## Sehenswürdigkeiten
- Kirche Saint-Germain, Monument historique seit 1946
- Frühere Wachposten, Monuments historiques seit 1992

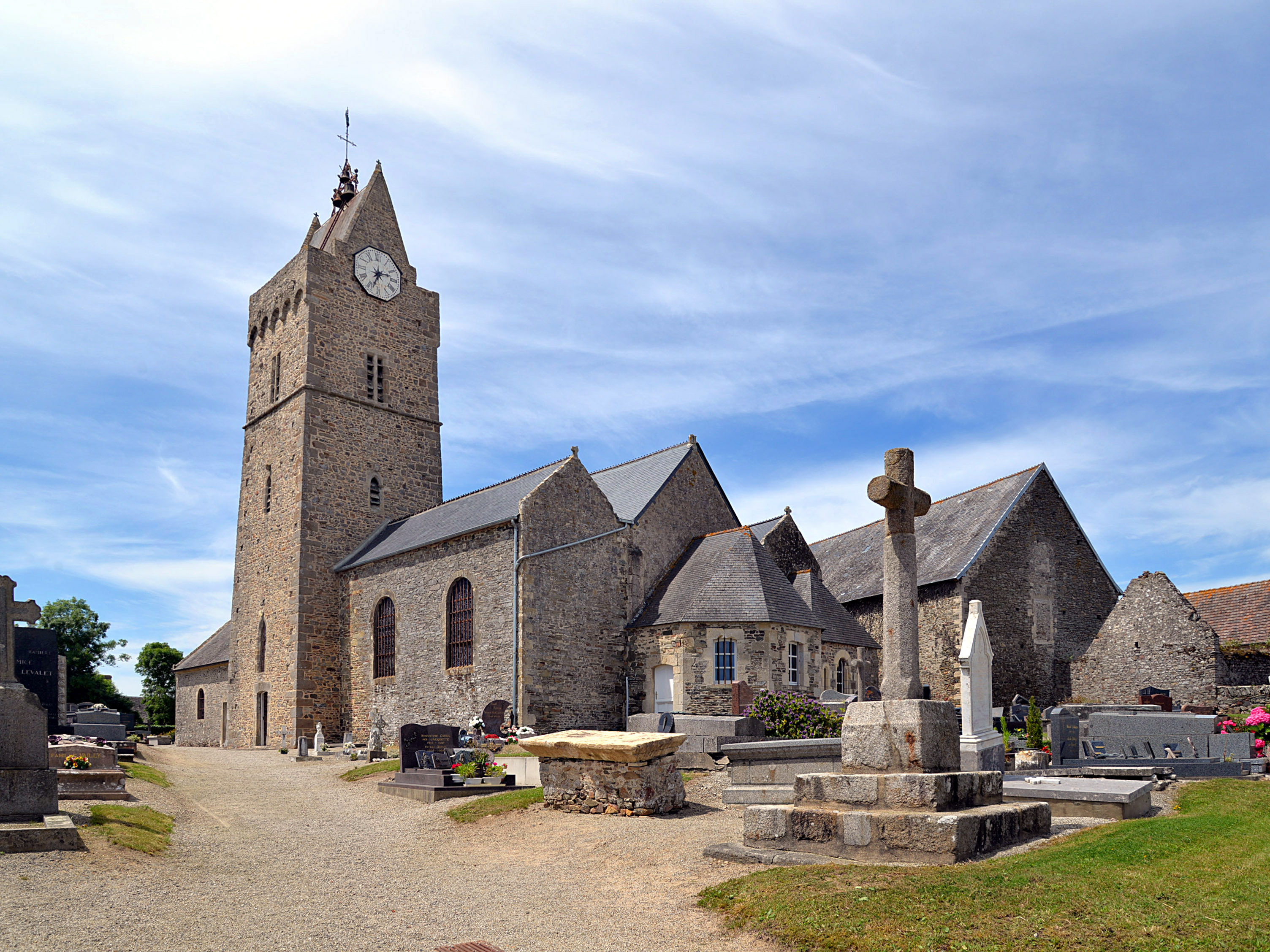
Kirche Saint-Germain
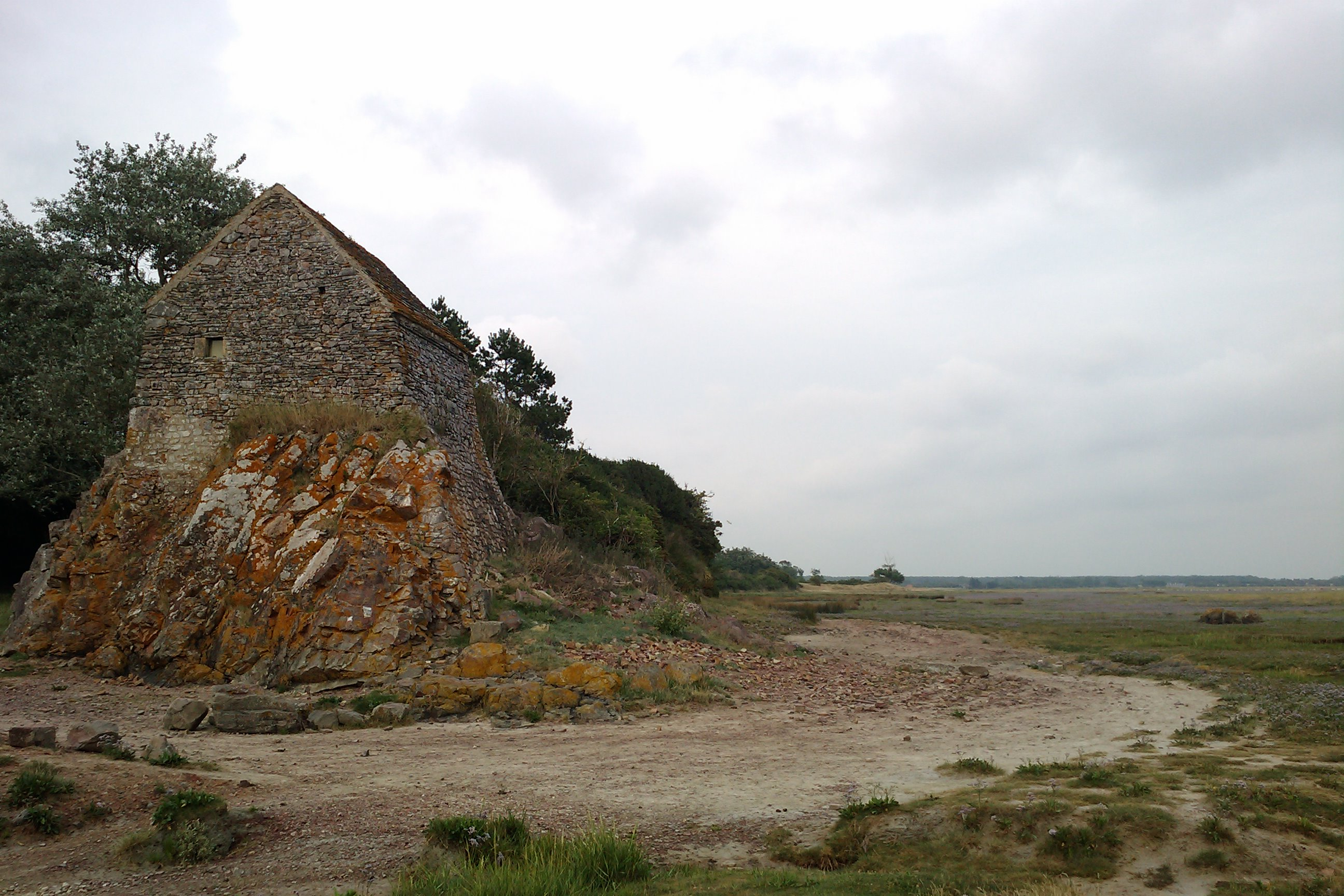
Ehemaliger Wachposten
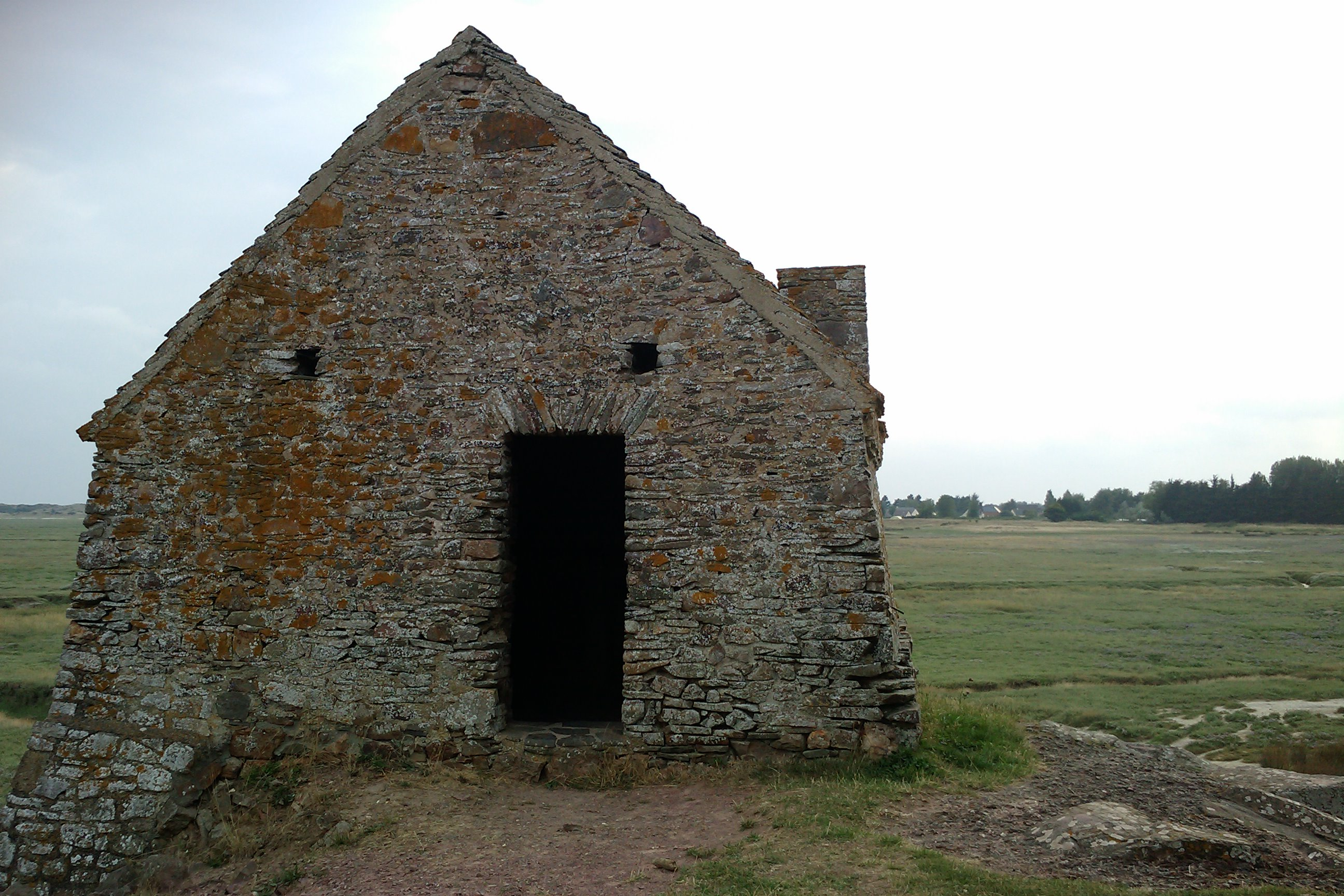
Weiterer früherer Wachposten
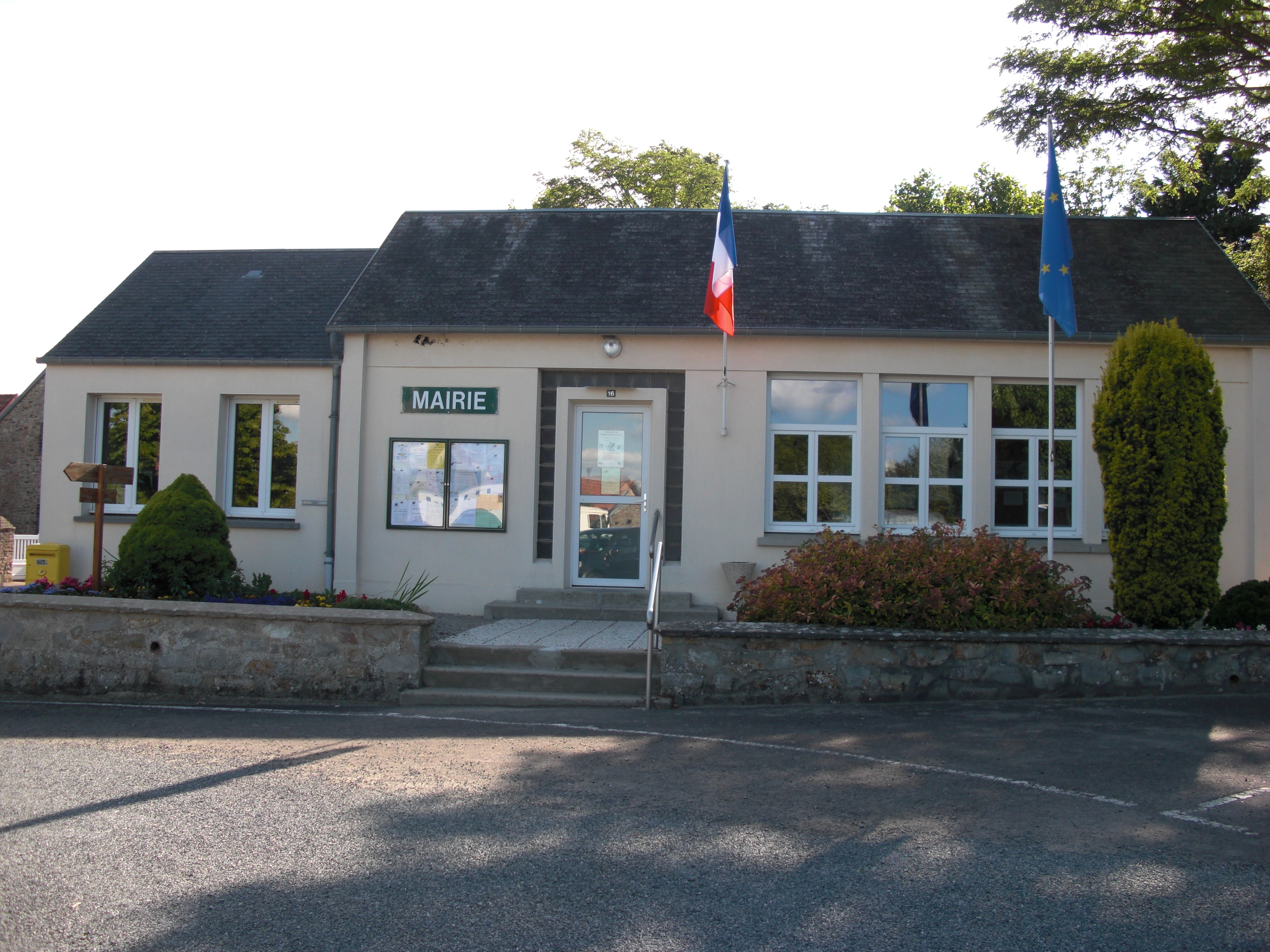
Mairie Saint-Germain